# Прамокаїн
Прамокаїн, також відомий як прамоксин(Тронотен), є препаратом, який використовується для зменшення болю та свербіння, що можуть бути проявами при геморої або укусах комах. Його наносять на шкіру. Є версії у суміші з кортикостероїдами.
Часті побічні ефекти включно з печінням у місці застосування. Інші побічні ефекти можуть бути такими, алергічні реакції, хоча це загалом безпечно, навіть якщо хтось має реакції на інші місцеві анестетики. Він працює шляхом стабілізації клітинної мембрани нейронів.
Прамокаїн був описаний у 1953 році Він доступний без рецепта. Станом на 2021 рік у Сполучених Штатах пляшка коштує близько 5 доларів США.